# Саракаев, Владимир Басаевич
Саракаев, Владимир Басаевич (31 декабря 1908, Ахсау — май 1985) — политический деятель СССР. Депутат Совета Национальностей Верховного Совета СССР IV-го созыва (1954—1958) от Северо-Осетинской АССР. Ветеран Великой Отечественной войны, майор, имеет правительственные награды.

## Биография

### До войны
Родился 31 декабря 1908 года в селе Ахсау.
В 1937 году был назначен руководителем комсомольской организации Ирафского района.
В 1939 году был назначен руководителем партийной организации объединённых Курпского и Кировского районов.
В 1941 году окончил партийную школу.

### Военная служба
28 июня 1941 года был призван в действующую армию с присвоением звания старшего лейтенанта.
Воевал в составе 1053-го полка 300-й стрелковой дивизии. Был тяжело ранен.
После излечения продолжил службу в 46-й железнодорожной бригаде 4-го Украинского фронта заместителем командира 68-й отдельной железнодорожной эксплуатационной роты по политической части, старшим инструктором политотдела бригады.
В начале 1944 года направил десять тысяч рублей из личных накоплений на строительство танка, за что получил благодарственную телеграмму от Сталина, что было отмечено в газете «Красная звезда» от 1 марта 1944 года.
Победу встретил в Чехословакии в звании майора.
Ещё год после Победы принимал участие в восстановлении железных дорог в Австрии.
Демобилизован 5 августа 1946 года.

### После войны
По возвращении в Северную Осетию был назначен первым секретарём райкома в Кировском районе.
Позже был переведён председателем колхоза имени Гетоева в Сурх-Дигоре.
14 марта 1954 года был избран депутатом Совета Национальностей Верховного Совета СССР IV-го созыва от Кировского округа Северо-Осетинской АССР. Был им до 1958 года.
Некоторое время проработав простым рабочим, был назначен заместителем министра финансов Северо-Осетинской АССР.
Позже был переведён руководителем финансовой службы Пригородного района.
Умер в мае 1985 года.

## Награды
- Медаль «За оборону Сталинграда» (22.12.1942)[1][9]
- Орден Красной Звезды (25.05.1943)[1][3]
- Орден Отечественной войны II степени (26.12.1944)[1][4]
- Медаль «За победу над Германией в Великой Отечественной войне 1941–1945 гг.» (09.05.1945)[10]
- Орден Отечественной войны I степени (06.04.1985)[1][11]